# Premi Emmy 1949
La cerimonia dei Premi Emmy 1949, nota retroattivamente come 1ª edizione dei Primetime Emmy Awards (1st Primetime Emmy Awards), si è tenuta all'Hollywood Athletic Club di Los Angeles il 25 gennaio 1949. Furono presi in considerazione solo gli show prodotti e trasmessi nella contea di Los Angeles.
La cerimonia fu presentata da Walter O'Keefe.

## Primetime Emmy Awards

### Migliore film per la televisione
- The Necklace (Your Show Time Series)
- Christopher Columbus
- Hollywood Brevities
- It Could Happen To You
- Tell Tale Heart
- Time Signal

### Migliore programma televisivo
- Pantomime Quiz - Mike Stokey
- Armchair Detective
- Don Lee Music Hall
- Felix De Cola Show
- Judy Splinters
- Mabel's Fables
- Masked Spooner
- Treasure of Literature
- Tuesday Varieties
- What's the Name of that Song

### Migliore personaggio televisivo
- Shirley Dinsdale
- Patricia Morrison
- Rita LeRoy
- Mike Stokey
- Bill Welsh

## Premio Speciale
- Louis McManus, designer della statuetta degli Emmy